# Arthur Christmas
Arthur Christmas (también conocida como Operación regalo en Hispanoamérica, y Arthur Christmas: Operación regalo en España) es un largometraje de animación en 3D producido por Aardman Animations y Sony Pictures Animation, es a su vez el primer largometraje de Aardman que no es coproducido con DreamWorks Animation. Se estrenó el 9 de diciembre de 2011 en México.  La película es dirigida por Sarah Smith, codirigida por Barry Cook, y tiene en su reparto a James McAvoy, Hugh Laurie, Jim Broadbent y Bill Nighy. A pesar de recibir muy buenas críticas, la película fue un fracaso de taquilla, recaudó 147 millones de dólares frente a un presupuesto de 100 millones de dólares.

## Sinopsis
En la víspera de Navidad, cientos de elfos navideños dirigen el centro de mando de la nave de ultra alta tecnología de Papá Noel de una milla de ancho, la S-1. El actual Papá Noel, Malcolm Claus, entrega regalos a todos los niños del mundo utilizando equipos avanzados y precisión militar. Estas operaciones complejas son microgestionadas por el hijo de Malcolm, Steve, y su obsequioso asistente Peter desde debajo del Polo Norte. Mientras tanto, Arthur, el hijo menor de Malcolm, responde las cartas a Santa.
Durante una de las operaciones de entrega en Polonia, un juguete se activa accidentalmente, despertando a un niño y casi revelando a Santa. Se produce una tensa operación de escape, durante la cual un elfo navideño a bordo del S-1 se inclina inadvertidamente sobre un botón, lo que hace que un regalo caiga de la línea de suministro y pase desapercibido.
Habiendo completado su septuagésima misión, Malcolm es retratado mucho más allá de su mejor momento, su papel en las operaciones de campo relegado en gran medida al de un testaferro. Da un discurso de felicitación a los elfos, anunciando que espera con ansias su septuagésima primera misión, para gran frustración de Steve, que se había preparado para suceder a su padre como Santa.
Durante su cena familiar de Navidad, Malcolm y Steve se pelean, mientras que el padre de Malcolm y su predecesor, Grandsanta, aburrido por la jubilación, expresa resentimiento por la modernización. El PDA de Steve lo alerta y él se aleja rápidamente de la mesa. Arthur sigue a Steve y los dos se enteran de que un elfo de Navidad llamado Bryony Shelfley ha encontrado el regalo perdido: una bicicleta envuelta para una niña en Inglaterra llamada Gwen, a cuya carta Arthur había respondido personalmente. Arthur alerta a su padre, que está perdido; Steve sostiene que un regalo perdido entre miles de millones es un error aceptable, y cita la Navidad de este año como la más exitosa de la historia. Grandsanta, al enterarse de la terrible situación, se lleva a un Arthur reacio a entregarlo en EVE, su viejo trineo de madera. Bryony se une para ayudar, pero se pierden en tres continentes diferentes, pierden varios de sus renos y, finalmente, el trineo en sí, y tienen muchos escapes estrechos, que finalmente se confunden con extraterrestres y provocan un incidente militar internacional. Arthur se entera, para su decepción, que el verdadero motivo de Grandsanta es satisfacer su ego y que Steve se niega a ayudarlos.
Finalmente, varado en Cuba, Arthur recupera el trineo. Mientras tanto, los elfos están cada vez más alarmados por los rumores de la entrega descuidada y la indiferencia de los Claus, lo que les provoca pánico. En respuesta, Malcolm, Margaret y Steve toman el trineo de alta tecnología para entregar un regalo superior al niño equivocado. Arthur y su compañía llegan a Inglaterra pero pierden el reno restante. Además, un dron Predator codificado por el jefe De Silva de UNFITA intercepta y abre fuego contra el trineo, creyendo que se trata de una nave espacial extraterrestre. Grandsanta sacrifica a EVE, mientras Arthur y Bryony se lanzan en paracaídas al suelo.
Los cuatro Claus masculinos finalmente llegan a la casa de Gwen antes de que ella se despierte, solo para que todos, excepto Arthur, se peleen sobre quién coloca realmente el regalo. Al darse cuenta de que solo Arthur se preocupa realmente por los sentimientos de la niña, los Claus mayores se dan cuenta colectivamente de que él es el único sucesor digno. Como resultado, Malcolm le da a Arthur el honor, y Steve, reconociendo sus propios defectos, pierde su derecho de nacimiento y reconoce la dignidad de su hermano para tomar el manto. Gwen vislumbra a Arthur con barba de nieve con un suéter azotado por el viento justo antes de que desaparezca en el S-1.
En una escena poscréditos, Malcolm se jubila feliz con Margaret, donde también se convierte en el nuevo compañero muy deseado de Grandsanta, y juega con él al juego de mesa de Arthur durante muchas horas felices. Mientras tanto, Steve encuentra una verdadera satisfacción como director de operaciones del Polo Norte. Bryony asciende a vicepresidente de embalaje, división del Pacífico. El S-1 de alta tecnología se rebautizó como EVIE en honor al viejo trineo de Grandsanta y se reacondicionó para ser tirado por un equipo de cinco mil renos liderados por los ocho originales, todos los cuales han regresado a casa sanos y salvos. Arthur guía felizmente toda la empresa como Santa Claus XXI.

## Reparto
| Personaje             | Actor original  | Actor de doblaje | Actor de doblaje    |
| --------------------- | --------------- | ---------------- | ------------------- |
| Arthur Navidad        | James McAvoy    | Edson Matus      | Ivan Labanda        |
| Steve                 | Hugh Laurie     | Gerardo García   | Juan Carlos Gustems |
| Santa "Malcolm" Claus | Jim Broadbent   | Blas García      | Joaquín Díaz        |
| Abuelo Santa          | Bill Nighy      | Jesse Conde      | Santiago Cortés     |
| "Margaret" Claus      | Imelda Staunton | Norma Herrera    | Aurora García       |
| Byrony                | Ashley Jensen   | Gaby Ugarte      | Clara Schwarze      |